# Центромера

Схема строения хромосомы в поздней профазе — метафазе митоза.
1 — хроматида; 2 — центромера; 3 — короткое плечо; 4 — длинное плечо.

Центроме́ра — участок хромосомы, который связывает сестринские хроматиды, играет важную роль в процессе деления клеточного ядра и участвует в контроле экспрессии генов. Характеризуется специфическими последовательностью нуклеотидов и структурой.

## Функции
Центромера принимает участие в соединении сестринских хроматид, формировании кинетохора, конъюгации гомологичных хромосом и вовлечена в контроль экспрессии генов.
Именно в области центромеры соединены сестринские хроматиды в профазе и метафазе митоза и гомологичные хромосомы в профазе и метафазе первого деления мейоза. На центромерах же происходит формирование кинетохоров: белки, связывающиеся с центромерой, формируют точку прикрепления для микротрубочек веретена деления в метафазе и анафазе  митоза и мейоза.
Отклонения от нормального функционирования центромеры ведут к проблемам во взаимном расположении хромосом в делящемся ядре, и в результате — к нарушениям процесса сегрегации хромосом (распределения их между дочерними клетками). Эти нарушения приводят к анеуплоидии, которая может иметь тяжёлые последствия (например, синдром Дауна у человека, связанный с анеуплоидией (трисомией) по 21-й хромосоме).

## Центромерная последовательность
У большинства эукариот центромера не имеет определённой, соответствующей ей нуклеотидной последовательности. Обычно она состоит из большого количества повторов ДНК (например, сателлитной ДНК), в которых последовательность внутри индивидуальных повторяющихся элементов схожа, но не идентична. У человека основная повторяющаяся последовательность называется α-сателлит, однако в этом регионе имеется несколько других типов последовательностей. Однако установлено, что повторов α-сателлита недостаточно для образования кинетохора, и что известны функциональные центромеры, не содержащие α-сателлитной ДНК.

## Наследование
В определении местоположения центромеры у большинства организмов значительную роль играет эпигенетическое наследование. Дочерние хромосомы образуют центромеры в тех же местах, что и материнская хромосома, независимо от характера последовательности, расположенной в центромерном участке. Предполагается, что должен быть какой-то первичный способ определения местоположения центромеры, даже если впоследствии её местоположение определяется эпигенетическими механизмами.

## Строение
ДНК центромеры обычно представлена гетерохроматином, что, возможно, существенно для её функционирования. В этом хроматине нормальный гистон H3 замещен центромер-специфическим гистоном CENP-A (CENP-A характерен для пекарских дрожжей S. cerevisiae, но сходные специализированные нуклеосомы, похоже, присутствуют во всех эукариотных клетках). Считается, что присутствие CENP-A необходимо для сборки кинетохора на центромере и может играть роль в эпигенетическом наследовании местоположения центромеры.
В некоторых случаях, например у нематоды Caenorhabditis elegans, у чешуекрылых, а также у некоторых растений, хромосомы голоцентрические. Это означает, что на хромосоме нет характерной первичной перетяжки — специфического участка, к которому преимущественно крепятся микротрубочки веретена деления. В результате кинетохор имеет диффузный характер, и микротрубочки могут прикрепляться по всей длине хромосомы.

## Аберрации центромер
В некоторых случаях у человека отмечено формирование дополнительных неоцентромер. Обычно это сочетается с инактивацией старой центромеры, поскольку дицентрические хромосомы (хромосомы с двумя активными центромерами) обычно разрушаются при митозе.
В некоторых необычных случаях было отмечено спонтанное образование неоцентромер на фрагментах распавшихся хромосом. Некоторые из этих новых позиций изначально состояли из эухроматина и вовсе не содержали альфа-сателлитной ДНК.

### Комментарии
1. ↑  В международной номенклатуре обозначаются, соответственно, буквами p и q[1]